# 藤田高敏
藤田 高敏（ふじた たかとし、1923年8月30日 - 2016年2月15日）は、日本の政治家。元衆議院議員（通算8期）。元社会民主党愛媛県連顧問。元愛媛県議会議員（通算4期）。

## 概要
愛媛県西条市出身。1938年に住友重機械工業に入社。その後、出征。復員後、復職、労組に加入し労働運動に携わる。
1951年、愛媛県議会議員選挙に出馬し初当選。以後4期連続当選。1963年に行われた第30回衆議院議員総選挙に日本社会党公認で旧愛媛県第2区より出馬し当選。以後落選を挟んで8期の当選を果たす。
篤実な人柄で知られ、都市部では常に一定の支持層を持っていた。また、住友グループ労組の支援を受けていたものの保守系が圧倒的に強い地域ということもあり決して選挙に強いわけではなかった。
党内では中間派である社会主義フォーラムに所属、後に発展し結成された社会民主フォーラムでは93年まで代表を務めた。また、日中友好をライフワークとし、日中友好議連副会長や社会党日中特別委員会長等を務めた。
1993年に行われた第40回衆議院議員総選挙では社会党退潮のあおりを受け落選。1996年に行われた第41回衆議院議員総選挙では社会民主党公認で愛媛県第3区より出馬したが落選し、引退を表明。その後も社会民主党愛媛県連委員長を長く務め選挙の指揮などにあたった。
2002年、勲二等旭日重光章受章。2003年、愛媛県功労賞を受賞。
2016年2月15日、老衰により死去。92歳没。

## 選挙歴
| 当落 | 選挙                   | 執行日         | 年齢 | 選挙区    | 政党       | 得票数    | 得票率 | 定数 | 得票順位 /候補者数 | 政党内比例順位 /政党当選者数 |
| ---- | ---------------------- | -------------- | ---- | --------- | ---------- | --------- | ------ | ---- | ------------------ | ---------------------------- |
| 当   | 第30回衆議院議員総選挙 | 1963年11月21日 | 40   | 旧愛媛2区 | 日本社会党 | 6万4232票 | 24.1%  | 3    | 1/7                | /                            |
| 落   | 第31回衆議院議員総選挙 | 1967年01月29日 | 43   | 旧愛媛2区 | 日本社会党 | 6万5票    | 21.9%  | 3    | 4/5                | /                            |
| 当   | 第32回衆議院議員総選挙 | 1969年12月27日 | 46   | 旧愛媛2区 | 日本社会党 | 7万8080票 | 27.5%  | 3    | 1/6                | /                            |
| 当   | 第33回衆議院議員総選挙 | 1972年12月10日 | 49   | 旧愛媛2区 | 日本社会党 | 6万3986票 | 21.9%  | 3    | 3/7                | /                            |
| 当   | 第34回衆議院議員総選挙 | 1976年12月05日 | 53   | 旧愛媛2区 | 日本社会党 | 6万8454票 | 21.6%  | 3    | 3/6                | /                            |
| 当   | 第35回衆議院議員総選挙 | 1979年10月07日 | 56   | 旧愛媛2区 | 日本社会党 | 6万8328票 | 22.8%  | 3    | 3/6                | /                            |
| 当   | 第36回衆議院議員総選挙 | 1980年06月22日 | 56   | 旧愛媛2区 | 日本社会党 | 8万4009票 | 26.8%  | 3    | 1/6                | /                            |
| 当   | 第37回衆議院議員総選挙 | 1983年12月18日 | 60   | 旧愛媛2区 | 日本社会党 | 6万5174票 | 21.3%  | 3    | 2/6                | /                            |
| 落   | 第38回衆議院議員総選挙 | 1986年07月06日 | 62   | 旧愛媛2区 | 日本社会党 | 7万259票  | 22.2%  | 3    | 4/5                | /                            |
| 当   | 第39回衆議院議員総選挙 | 1990年02月18日 | 66   | 旧愛媛2区 | 日本社会党 | 9万7461票 | 30.9%  | 3    | 1/5                | /                            |
| 落   | 第40回衆議院議員総選挙 | 1993年07月18日 | 69   | 旧愛媛2区 | 日本社会党 | 6万6789票 | 22.4%  | 3    | 4/5                | /                            |
| 落   | 第41回衆議院議員総選挙 | 1996年10月20日 | 73   | 愛媛3区   | 社会民主党 | 3万8484票 | 24.9%  | 1    | 2/4                | /                            |